# رنو کامو
رنو کامو (به فرانسوی: Renaud Camus) نویسنده، خاطره‌نویس و مقاله‌نویس قرن بیستم میلادی اهل فرانسه است. او پایه‌گذار مفهوم «جایگزینی بزرگ» به عنوان یک ایدئولوژی نژادپرستانه است.
این نویسنده که گرایش راست افراطی را تبلیغ می‌کند، خواستار بیرون کردن افراد از فرانسه بر اساس منشأ قومی (پناهجویان و مهاجران به ویژه عرب‌ها و کسانی که از کشورهای حوزه مغرب/شمال آفریقا می‌آیند) و مذهب (مسلمانان) شده‌است.
تئوری «جایگزینی بزرگ» به ظاهراً بر فاکتورهای جمعیت شناختی استناد می‌کند و مدعی است که خانواده‌های مهاجر و مسلمان با فرزند آوری زیاد در حال تغییر ترکیب جمعیتی کشورهای اروپایی و به‌ویژه فرانسه هستند. با این حال از نگاه تحلیلگرانی که راست افراطی را مطالعه می‌کنند تئوری «جایگزینی بزرگ» یک تئوری نژادپرستانه است که سلاح ایدئولوژی به دست راستگرایان افراطی سفیدپوست داده‌است.
اگر آندرس بریویک تروریست نروژی که وی نیز بر اساس گرایش فاشیستی دست به کشتار نوجوانان حزب کارگر زد به «آلن فینکلکروت» فیلسوف فرانسوی ارجاع می‌داد، «برنتون ترنت» به «رنو کامو» ارجاع می‌دهد. همین موضوع باعث شده‌است که بسیاری این نویسندگان را مورد خطاب قرار دهند که نظرشان دربارهٔ الهام بخش بودن نوشته‌هایشان برای تروریست‌های سفیدپوست چیست؟
رضا ضیاء ابراهیمی استاد کینزکالج لندن که کتاب «پیدایش ناسیونالیسم ایرانی» را نوشته‌است توئیتی خطاب به «رنو کامو» نظریه‌پرداز اصلی «جایگزینی بزرگ» منتشر کرده و از او پرسید که با توجه به اینکه به نظر می‌رسد مهاجم از حامیان نظریه شما بوده، نظرش دربارهٔ کشتار نیوزیلند چیست؟
«رنو کامو» در پاسخ به ضیا ابراهیمی چنین نوشت: «مشکل من با دوستانمان این است که آنها کمی کَر هستند: از سوالت متشکرم. من این عمل را مجرمانه، احمقانه و تاسف بار می‌دانم. همان‌طور که همیشه برای همه حملات و تمام خشونت‌ها گفته‌ام. موضع من هرگز تغییر نکرده‌است.»